# Volutaria boranensis
Volutaria boranensis là một loài thực vật có hoa trong họ Cúc. Loài này được (Cufod.) Wagenitz miêu tả khoa học đầu tiên năm 1991.